# Karl Schmidt-Hellerau
Karl Camillo Schmidt-Hellerau (* 1. Februar 1873 in Zschopau als Karl Schmidt; † 6. November 1948 in Hellerau) war Tischler, Möbelfabrikant, Sozialreformer und Gründer der ersten deutschen Gartenstadt, Hellerau.

## Leben
Nach seiner Tischlerlehre in seiner Heimatstadt arbeitete Karl Schmidt (den zusammengesetzten Namen Schmidt-Hellerau nahm er erst 1938 an) als Geselle in deutschen und nordeuropäischen Städten, unter anderem in Kopenhagen, Karlskrona, Göteborg und London, Bremen und Berlin. Während seiner Gesellenzeit lernte er in England die maschinelle Serienfertigung von Möbeln unter Verwendung von Serienbauteilen kennen. Später erwarb er den Meistertitel. 1896 ließ er sich in Dresden nieder, wo er zunächst in einer Tischlerei arbeitete.
Im Jahr 1898 gründete Karl Schmidt in Laubegast seine eigene „Bau-Möbelfabrik und Fabrik kunstgewerblicher Gegenstände“, die bald unter „Dresdner Werkstätten für Handwerkskunst Schmidt & Engelbrecht“ (ab 1899 „…Schmidt & Müller“) firmierte. Er war Anhänger der Lebensreformbewegung. Dies spiegelte sich unter anderem darin wider, dass in seiner Fabrik ein herzlicher Umgangston herrschte und dass Karl Schmidt versuchte, seine Arbeiter kulturell und kunsthandwerklich weiterzubilden. Auf Grund seiner ästhetischen und handwerklichen Ideen bezeichnete ihn sein Freund, der Berliner Handwerker und Kaufmann Richard L.F. Schulz als „Holz-Goethe“.
Für den Entwurf von Serienmöbeln und -gebrauchsgegenständen engagierte er Künstler und Kunsthandwerker. Die Künstler wurden anteilig am Umsatz beteiligt und ihre Namen wurden in den Produktkatalogen angegeben, was beides zu jener Zeit ungewöhnlich war. Unter anderem arbeitete er mit international bekannten Künstlern zusammen wie Charles Rennie Mackintosh und Mackay Hugh Baillie Scott. Seit 1902 arbeitete er auch mit dem Münchner Künstler und Architekten Richard Riemerschmid zusammen. 1910 heiratete Karl Schmidt in 2. Ehe Frieda Riemerschmid (1878–1917), die Schwester von Richard.
Auf der Deutschen Kunstausstellung, die 1899 im Städtischen Ausstellungspalast in Dresden stattfand, stellte Schmidt komplette Wohnausstattungen vor, und als einziger Dresdner Betrieb wurden seine Werkstätten daraufhin zur Weltausstellung 1900 in Paris eingeladen, wo ihre Reformmöbel mit drei Bronzemedaillen ausgezeichnet wurden.
In den Jahren 1904 und 1905 entwarf Richard Riemerschmid so genannte Maschinenmöbel – modern und sachlich gestaltete Möbel, deren Formgebung und Funktion im Hinblick auf ein maschinengerechtes Produzieren vorbildlich miteinander verbanden. Die Möbel wurden aus einer Anzahl typisierter Elemente zusammengesetzt, sie waren vielfältig kombinierbar und konnten in hohen Stückzahlen hergestellt werden. „Dresdner Hausgerät“ nannte sich das Programm. Die Möbel konnten zerlegt und leicht wieder zusammengesetzt werden, sodass sie raumsparend zu den Kunden transportiert und auch verschickt werden konnten. Ab 1912/1913 wurden die Typenmöbel durch Entwürfe anderer Künstler ergänzt und seitdem unter dem Programmnamen „Deutsches Hausgerät“ angeboten.

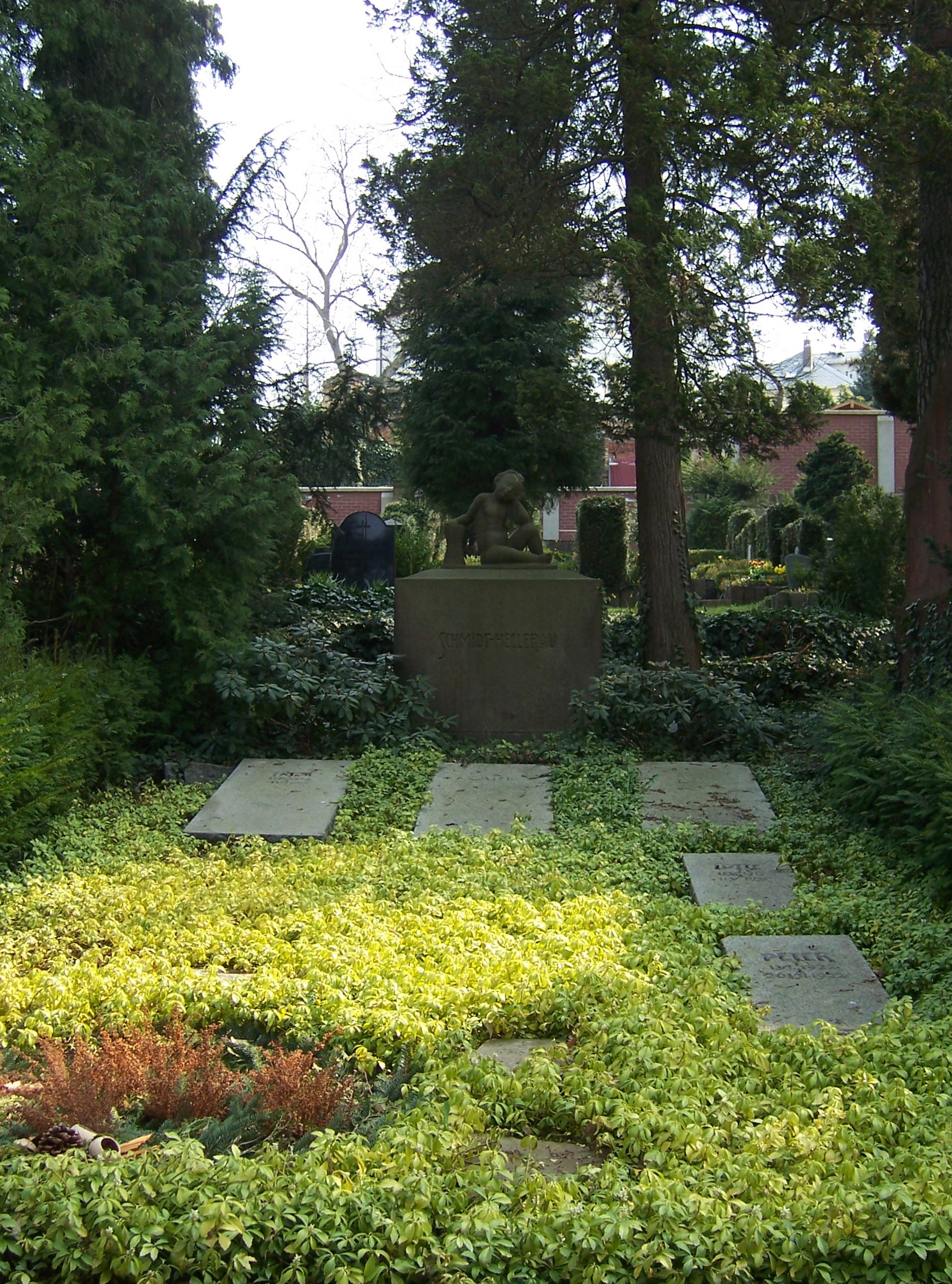
Grab Karl Schmidt-Helleraus auf dem Alten Friedhof in Dresden-Klotzsche

Im Jahr 1907 vereinigte Karl Schmidt seinen Betrieb mit den Münchner Werkstätten für Wohnungseinrichtung (Karl Bertsch, Adelbert Niemeyer, Willy von Beckerath). Das neue Unternehmen wurde Deutsche Werkstätten für Handwerkskunst GmbH Dresden und München genannt (1913 umgewandelt in eine AG). Um die Produktion zu optimieren, wurde ein Fabrikneubau geplant. Um die Mitarbeiter stärker zu motivieren, sollten sie in der Nähe des neuen Werkes angesiedelt werden und bessere Wohnbedingungen vorfinden, als zu jener Zeit üblich. Das Ergebnis war die Gründung der ersten deutschen Gartenstadt, Hellerau, einer Reformsiedlung am Nordrand von Dresden.
Schmidt wurde inspiriert von den Ideen der Lebensreform, der englischen Arts-and-Crafts-Bewegung und der von Ebenezer Howard begründeten Gartenstadtbewegung. Der Landkauf für Fabrik- und Siedlungsneubau erfolgte 1906 und die Konzeptionsphase begann im selben Jahr. Schmidt beauftragte Richard Riemerschmid, einen Gesamtplan für die Bebauung zu entwerfen. Im Juni 1909 erfolgte der erste Spatenstich. Bereits 1910 wurde in den neuerbauten Deutschen Werkstätten für Handwerkskunst Hellerau produziert, und die ersten Bewohner siedelten sich in Hellerau an.
Karl Schmidt war einer der maßgeblichen Initiatoren und Gründerväter des 1907 gegründeten Deutschen Werkbunds.
Weitere wichtige Möbelentwicklungen waren 1926/27 das Typenmöbelprogramm „Die billige Wohnung“ (Entwurf durch den Stuttgarter Architekt Adolf Gustav Schneck) und 1935 das Anbaumöbelprogramm „Die wachsende Wohnung“ von Bruno Paul, das auch noch nach dem Zweiten Weltkrieg bis ca. 1958 produziert wurde.
1930 wurde der Betrieb bedingt durch die Weltwirtschaftskrise kurzfristig stillgelegt, erlebte aber in den 1930er Jahren einen Aufschwung. Die Stadt Dresden verlieh ihm 1938 den Ehrennamen Schmidt-Hellerau. Nach 1939 beteiligte sich Karl Schmidt an der Realisierung von Rüstungsaufträgen, was 1946 zur Enteignung und Demontage des Betriebes in Hellerau führte. Den Neuaufbau erlebte er nicht mehr.
Vor seinem Geburtshaus in Zschopau wurde ihm zu Ehren 2024 ein Denkmal errichtet. Die Bronzeplastik ist ein maschinengefertigter Stuhl in geringfügig vergrößerter Form, in dessen Lehne eine Informationstafel eingearbeitet ist.

## Zitat
Karl Schmidt in „Offener Brief an die Künstler“, Dresdner Werkstätten für Handwerkskunst, Dresden, 1898: „Wir wollen … Zimmereinrichtungen … schaffen, die nicht auf den hohlen Schein berechnet sind und nicht das Reiche und Prächtige mit unzulänglichen Mitteln in unsolider Weise nachahmen … Wir schaffen Möbel, die so gestaltet sind, daß jedes Hausgerät gerade seinem Zweck aufs beste dient und seinen Zweck in seiner Form zum Ausdruck bringt.“
Karl Schmidt im „Jahrbuch des Deutschen Werkbundes“, Jena, 1912: „Es ist merkwürdig, wie schwer die einfache Tatsache begriffen wird, nämlich, daß das Rohmaterial – und mit ihm natürlich auch der daraus hergestellte Gegenstand – am billigsten bleibt, wenn es gut und gewissenhaft verarbeitet wird. Wenn wir Holz zu Schundmöbeln verarbeiten …, versündigen wir uns an einem Naturprodukt. Die Erde gibt Rohmaterialien nur in beschränkten Mengen her. Verbrauchen wir soviel Material als die Erde jährlich wachsen läßt, so werden wir für die Materialien einen mäßigen Normalpreis haben; könnten wir weniger verarbeiten, so würde durch starkes Angebot der Preis sinken; verbrauchen wir aber mehr, so steigt der Preis im Verhältnis des Mehrverbrauchs. Nicht allein, daß wir damit die Güter verteuern, sondern wir leben auch auf Kosten unserer Kinder und Enkel. Es ist eine Sünde und Schande, so zu verfahren.“
Peter de Mendelssohn in „Hellerau, mein unverlierbares Europa“ über Karl Schmidt: „Am Anfang war ein Mann namens Schmidt. Wem dies gotteslästerlich vorkommt, der braucht nicht weiterzulesen, denn er wird ohnehin nicht verstehen, worum es sich hier handelt. Ich weiß indessen, daß es stimmt. Schmidt war ein Schöpfer. Ohne ihn hätte es nichts, rein gar nichts von dem gegeben, was hier erzählt werden wird.“